# 毛叶蔷薇
毛叶蔷薇（学名：Rosa mairei）为蔷薇科蔷薇属下的一个种。

## 扩展阅读
維基物種上的相關：毛叶蔷薇